# Hứa Tuấn
Đây là một tên người Triều Tiên, họ là Heo.
Hứa Tuấn (Hangul: 허준; phiên tự La-tinh: Heojun, Heojoon, Hurjoon, hay Hurjun, 1546 – 1615) là một danh y lỗi lạc, một vị thầy thuốc huyền thoại bậc nhất của đất nước Triều Tiên trong thế kỷ 16 – thế kỷ 17. Ông là người có rất nhiều đóng góp to lớn cho sự nghiệp phát triển nền y học Triều Tiên. Cuộc đời ông đã được dựng thành phim truyền hình Thần y Hur Jun.

## Tiểu sử
Hứa Tuấn tự là Thanh Nguyên, hiệu là Quy Nham. Ông là danh y dưới thời vua Tuyên Tổ và Quang Hải Quân nhà Triều Tiên, và cũng là tác giả của tác phẩm nổi tiếng Đông y bảo giám, ra đời muộn hơn so với cuốn Bản thảo cương mục của Lý Thời Trân Trung Quốc, nhưng vì là viết về những vị thuốc được trồng ở Triều Tiên nên được sử dụng rộng rãi ở Triều Tiên hơn. Đông y bửu giám được hoàn thành vào năm Quang Hải Quân thứ 2 (1610). Tác phẩm này đã trình bày lại một cách có hệ thống nền y học cổ truyền của Triều Tiên, góp phần cho sự phát triển nền y học Triều Tiên, ngoài ra nó còn bổ sung những quan điểm mới vào nền y học phương Đông. Hiện nay tác phẩm này vẫn là một y thư nổi tiếng và được dịch ra nhiều thứ tiếng trên thế giới. Ngoài ra ông còn viết nhiều tác phẩm khác bằng tiếng Triều Tiên.
Thời kỳ vua Tuyên Tổ, Hứa Tuấn thi vào viện Nội y, đồng thời lập công lớn trong việc chữa bệnh trong vương thất bằng y thuật nội khoa. Hứa Tuấn đã tạo được niềm tin từ vua Tuyên Tổ và vương tử Lý Hồn (sau này là vua Quang Hải Quân)
Năm 1604, ông được phong làm hộ thánh công thần tam vị. Năm 1606 ông lại được gia phong Dương Bình Quân. Nhưng về sau ông bị bãi chức và lưu đày bởi các đại thần khác do mục đích chính trị. Ông qua đời năm 1615, làm ngự y 39 năm. Sau khi mất ông được truy phong Bổ Quốc Sùng Lộc Đại Phu

## Hứa Tuấn trong phim truyền hình
Thần y Huh Joon là bộ phim truyền hình nhiều tập kể về cuộc đời của Hứa Tuấn. Theo bộ phim này, vì thầy của ông là Liễu Nghĩa Thái 柳義泰 cuối đời mắc phải bệnh Phiên vị (bây giờ gọi là ung thư dạ dày), chưa có cách nào tìm ra nguyên nhân của bệnh, nên mới giao cho Hứa Tuấn làm cuộc giải phẫu toàn thân của mình, để hoàn thành ước nguyện cả đời là tìm được căn nguyên của tất cả các loại bệnh tật trên đời.
Ngoài phim Thần y Huh Joon còn có một bộ phim nữa do Hàn Quốc sản xuất năm 1976 cũng khai thác từ chủ đề cuộc đời của ông
Năm 2013, đã làm lại bộ phim Thần y Huh Joon với tựa Hur Jun chính truyện